# Лам'юнґ Гімал
Лам'юнґ Гімал (англ. Lamjung Himal) — гора в Азії, висотою — 6983 метри, у гірському масиві Аннапурна в Гімалаях на території зони Ґандакі у Непалі.

## Географія
Дев'ята за висотою самостійна гора гірського масиву Аннапурна. Вершина розташована у крайній східній частині цього масиву, на південний схід від гори Аннапурна II (7937 м). Адміністративно вершина розташована у північно-західній частині зони Ґандакі, на півночі Західного регіону у Непалі, за 40 км на південний захід від кордону з Китаєм, за 38 км на схід — південний-схід від Аннапурни I (8091 м), за 275 км на захід — північний-захід від гори Еверест (8848 м) та за 140 км на північний-захід від столиці Непалу — Катманду. Вершина являє собою доволі масивну гору.
Абсолютна висота вершини 6983 метрів над рівнем моря. Відносна висота — 546 м з найвищим сідлом 6437 м. Топографічна ізоляція вершини відносно найближчої вищої гори Аннапурна II — становить 8,24 км.

## Підкорення
Гора Лам'юнґ Гімал була вперше підкорена Гонконгською експедицією Британської асоціації альпіністів, організованою майором Дж. Л. Баркером під керівництвом капітана Майкла Берджесса, яка у 1974 році піднялася східним гребенем. Першими на вершину піднялися 25 квітня 1974 року члени експедиції Філіп Ним та Дерек Чемберлен. Інші учасники експедиції Дік Ішервуд та Джон Скотт піднялися на пік 27 квітня, а 3 травня — Майкл Берджесс.

## Галерея

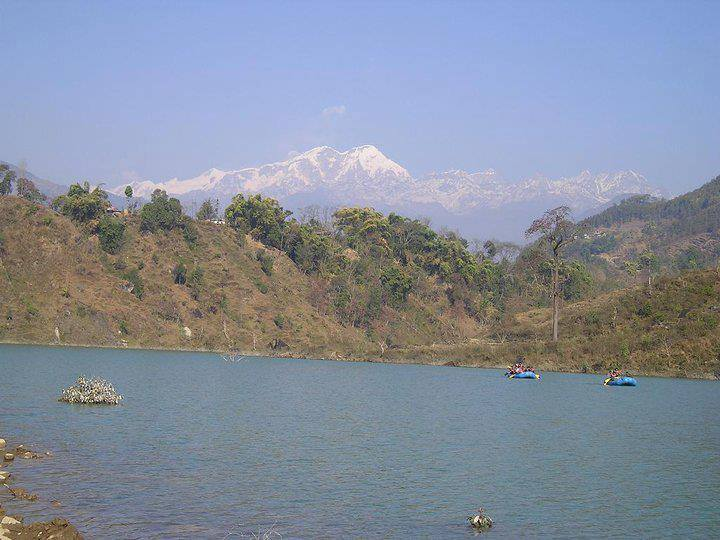
Лам'юнґ Гімал (вид з південного сходу, з Бесісахару)
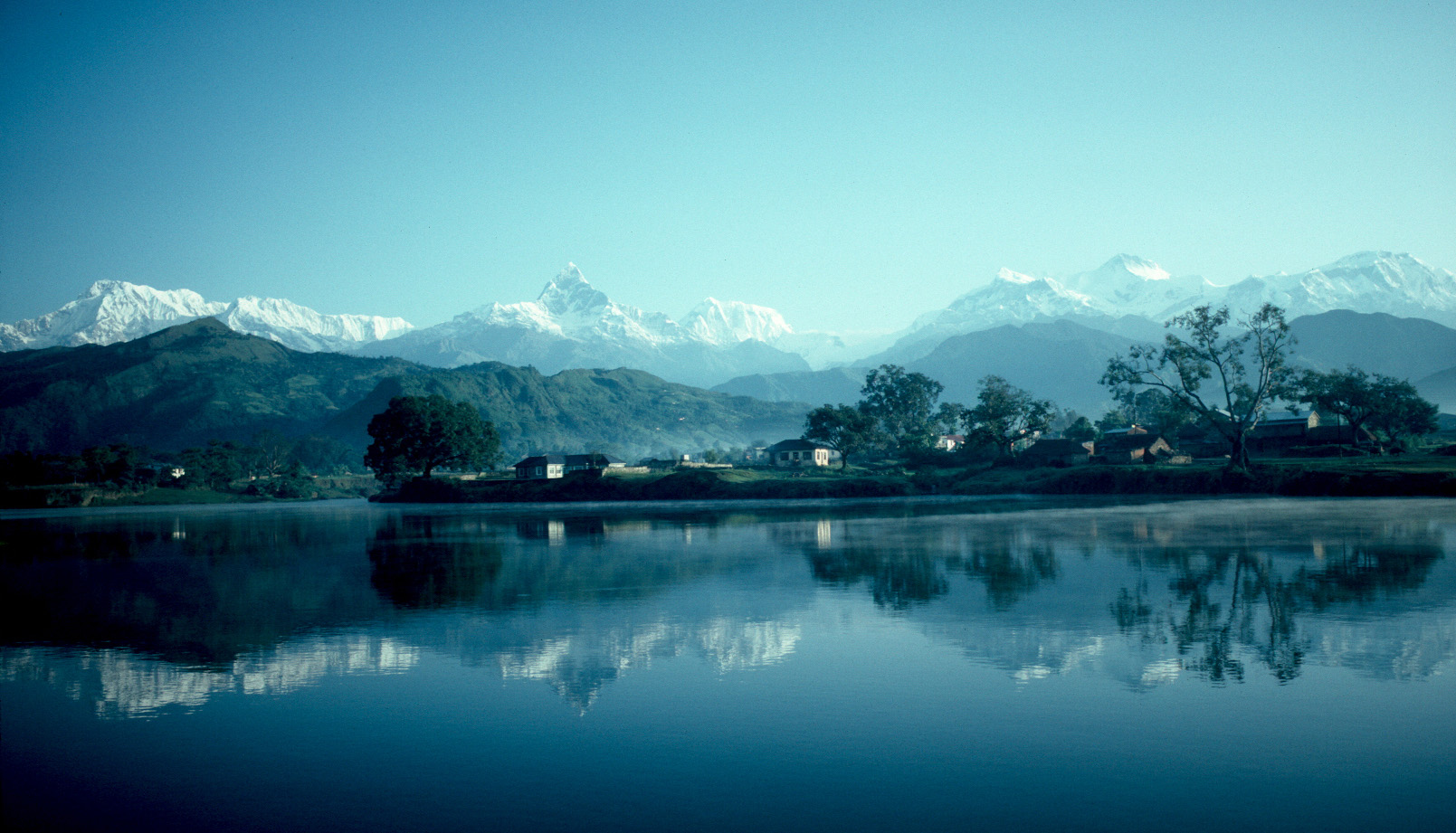
Лам'юнґ Гімал (крайня, праворуч)
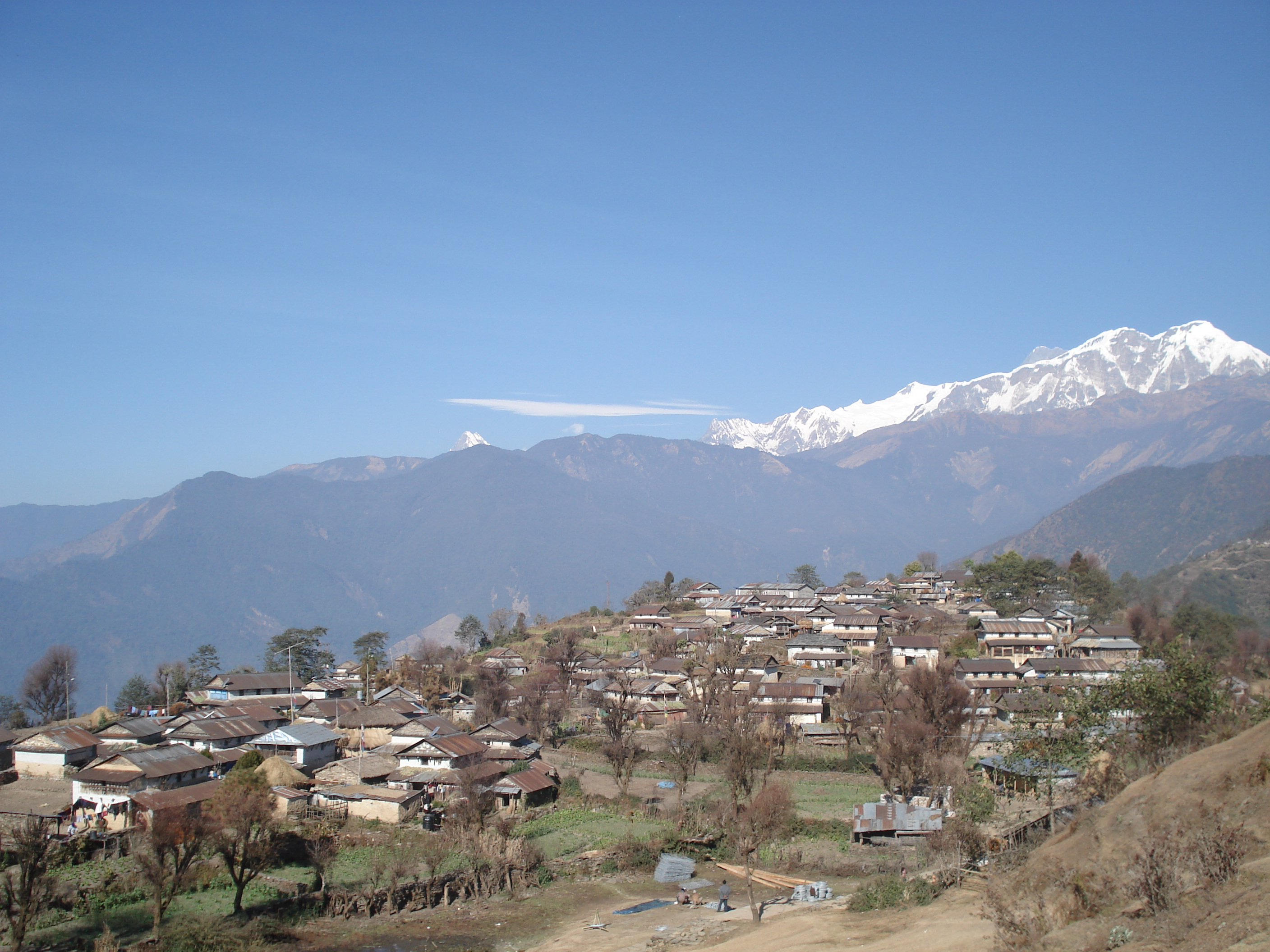
Лам'юнґ Гімал (вид з південного сходу, з Ґалеґаун)